# Quédate conmigo
Quédate conmigo är en musiksingel från den spanska sångerskan Pastora Soler och som representerade Spanien i Eurovision Song Contest 2012 i Baku i Azerbajdzjan. Låten är skriven av Thomas G:son, Antonio Sánchez Ohlsson och Erik Bernholm.
Singeln släpptes den 28 februari 2012 på Solers EP Especial Eurovisión. Den debuterade på plats 39 på den spanska singellistan den 4 mars 2012 och har sedan dess nått plats 6 som bäst. Den officiella musikvideon hade premiär den 19 mars.

## Eurovision
Låten bestämdes den 3 mars 2012 i ett TV-program där Soler framförde tre låtar som alla kunde blivit Spaniens bidrag. Den valdes av 50% jury och 50% telefonröster. De andra låtarna Soler kunde fått framföra i Baku var "Ahora o nunca" och "Tu vida es tu vida". Låten framfördes i finalen den 26 maj. Bidraget hamnade på 10:e plats och fick 97 poäng.

## Versioner
1. "Quédate conmigo" – 3:04[3]
2. "Quédate conmigo" (karaokeversion) – 3:05[8]

## Listplaceringar
| Lista (2012)       | Topplacering |
| ------------------ | ------------ |
| Belgien (Flandern) | 76           |
| Spanien            | 6            |